# Řetězová reakce (film)
Řetězová reakce (v anglickém originále Chain Reaction) je americký akční film z roku 1996. Režisérem filmu je Andrew Davis. Hlavní role ve filmu ztvárnili Keanu Reeves, Morgan Freeman, Rachel Weisz, Fred Ward a Kevin Dunn.

## Obsazení
| Keanu Reeves    | Eddie Kasalivich   |
| Morgan Freeman  | Paul Shannon       |
| Rachel Weisz    | Lily Sinclair      |
| Fred Ward       | Leon Ford          |
| Kevin Dunn      | Doyle              |
| Brian Cox       | Lyman Earl Collier |
| Joanna Cassidy  | Maggie McDermott   |
| Nicholas Rudall | Alistair Barkley   |
| Tzi Ma          | Lu Chen            |